# チャールズ・ティルマン
チャールズ・ティルマン（Charles Peanut Tillman 1981年2月23日- ）はイリノイ州シカゴ出身の元アメリカンフットボール選手。現役時代のポジションはコーナーバック。2003年から2015年までNFLのシカゴ・ベアーズ、カロライナ・パンサーズでプレーした。愛称はピーナッツ。

## 経歴
彼はシカゴで生まれたがアメリカ陸軍軍人である父親の配属された場所に応じてしばしば引越しを余儀なくされオハイオ州やドイツなどの11の学校に通った。テキサス州の高校を卒業した後、ルイジアナ大学ラファイエット校に進学しそこで4年間左サイドのコーナーバックを務めた。
2003年のNFLドラフト2巡目全体35番目にシカゴ・ベアーズに指名されて入団した。1年目から先発コーナーバックとして起用されて4インターセプト、83タックルをマークした。このうち第15週に行われたミネソタ・バイキングス戦ではエンドゾーンでランディ・モスと競り合ってインターセプトしチームに勝利をもたらした。2004年は怪我の影響もあり満足できる成績を残せなかったが、2005年には5インターセプト、93タックルをマークし、95ヤードのインターセプトリターンTDもあげた。彼の活躍もありベアーズはNFL1位の守備成績を残した。
2006年、彼はベアーズのディフェンスバック最多となる80タックル、チーム最多タイとなる5インターセプト、1ファンブルフォースの成績を残したが背中の負傷で最終戦を欠場した。この年ニューヨーク・ジャイアンツとの対戦を前にしてプラキシコ・バレスによってベアーズのディフェンスバックは大したことがないといった発言がされたが試合ではわずか1回のキャッチに抑えインターセプトも奪った。ベアーズファンの多くはディアンジェロ・ホールやロンデ・バーバーよりもインターセプト、タックルをあげている彼がプロボウルに選ばれるべきだったと嘆いた。
2007年7月24日、ベアーズと6年契約を結んだ。同年12月8日にはウォルター・ペイトン・マン・オブ・ザ・イヤー（チャリティ活動に最も積極的だった選手に与えられる賞）のファイナリストにノミネートされたことが報道された。
その一方で12月、ミネソタ・バイキングス戦でのホースカラータックルに対して7,500ドルの罰金が課せられた。
2009年1月に肩の手術を行い、同年6月に行われたチーム練習には回復して復帰した。その後7月には背中の手術を行いプレシーズンゲーム4試合も欠場したが9月7日に練習復帰し、開幕戦への出場をアピールした。
2011年第10週のデトロイト・ライオンズ戦ではインターセプトリターンTDをあげるとともに、カルビン・ジョンソンにタッチダウンを許さない活躍を見せた。この年チームはパスディフェンスでNFL7位、ティルマンも初のプロボウルに選ばれている。
2012年、第5週のダラス・カウボーイズ戦、第6週のジャクソンビル・ジャガーズ戦でそれぞれインターセプトリターンTDをあげた。これで彼はチーム新記録となる7インターセプトリターンTDを達成、第5週にはNFC週間MVP守備部門に選ばれている。第7週のデトロイト・ライオンズ戦でも7タックル、2ファンブルフォースの活躍を見せて、週間MVPに選ばれた。この試合でキャリア32ファンブルフォースに記録を伸ばしている。10月の4試合で2インターセプトリターンTD、2ファンブルフォース、23タックルをあげた彼は10月のNFC月間MVP守備部門に選ばれた。この年、2度目のプロボウルに選出された。
2013年、上腕三頭筋を痛めたため、11月11日に故障者リスト入りした。
2014年、オフシーズンにベアーズと1年契約を延長した。9月14日のサンフランシスコ・フォーティナイナーズ戦で右上腕三頭筋を断裂、シーズン絶望となった。
2015年4月9日、カロライナ・パンサーズと1年契約を結んだ。11月2日のインディアナポリス・コルツ戦でアンドリュー・ラックからインターセプトを奪い、29-26の勝利に貢献した。レギュラーシーズン最終週のタンパベイ・バッカニアーズ戦でひざを負傷、1月3日にMRI検査をしたところ、ACLを断裂し、プレーオフ欠場することとなった。
2016年7月18日、現役引退を発表した。
現役引退後は、FBIのエージェントを務めている。

## 人物
ラン守備に優れており多くのファンブルフォースをあげている。
2012年ベアーズに加入したWRブランドン・マーシャルについて、練習でマーシャルと対峙することはベアーズ守備陣の強化につながると語った。